# 宋海巍
宋海巍，（？年—2019年）男性中共黨員丶中國大陸軍事人物丶政治人物丶中國人民解放軍少將丶中國人民解放軍陸軍軍官
生前歷任广东省十三届人大代表、省十三届人大常委会委员，广东省军区副司令员兼省徵兵工作領導小組副組長等職務，2019年，參加廣東省兩會期間，因突发心脏病逝世
   